# 下阿尔韦罗
阿尔韦罗瓦霍，是西班牙阿拉贡自治区韦斯卡省的一个市镇。总面积22平方公里，总人口106人（2001年），人口密度5人/平方公里。